# Макшиевка
Макшиевка (укр. Макшіївка) — село в Генической городской общине Генического района Херсонской области Украины.
Почтовый индекс — 75521. Телефонный код — 5534. Код КОАТУУ — 6522184505.